# Prix de l'Association des auteures et auteurs de l'Estrie
L'Association des auteures et auteurs de l'Estrie (AAAE), anciennement appelé l'Association des auteurs des Cantons de l’Est, est une organisation fondée en 1977 et incorporée en 1978. Elle regroupe et soutient les écrivaines et les écrivains de la région de l'Estrie, en plus de promouvoir la littérature.
L'association décerne quatre prix littéraires :
- Prix Alfred-DesRochers ;
- Prix Alphonse-Desjardins ;
- Prix Suzanne-Pouliot et Antoine-Sirois ;
- Prix estrien de la littérature grand public.

Pour être admissible, l'auteure ou l'auteur doit résider à l'Estrie depuis au moins un an.
Les prix sont remis en octobre lors du Salon du livre de l'Estrie.

## Prix Alfred-DesRochers
Le prix Alfred-DesRochers est un prix littéraire québécois créé par l'Association des auteures et auteurs des Cantons de l’Est en 1978. Ce prix rend hommage au poète Alfred DesRochers, auteur de L'offrande aux vierges folles, né à Saint-Élie-d'Orford.
Le prix récompense une œuvre de création littéraire (roman, conte, nouvelles, poésie, théâtre, récit) publiée par une maison d’édition reconnue, sur Internet ou à compte d’auteur à condition que l’œuvre soit soumise sous forme de livre relié.

### Lauréats
- 1978 - Danielle Beaulieu, Il neige sur les frangipaniers
- 1980 - Robert Matteau, Un cri de loin
- 1982 - Lise Lacasse, La Facilité du jour
- 1984 - Louise Dupré, La Peau familière
- 1986 - Michel Gosselin, La Fin des jeux
- 1988 - Hervé Dupuis, Fugues pour un cheval et un piano
- 1989 - Yves Gosselin, Connaissance de la mort
- 1990 - Gérard Gévry, L'Esprit en fureur
- 1991 - Gérald Tougas, La Mauvaise foi
- 1992 - Hugues Corriveau, La Maison rouge du bord de mer
- 1993 - Marie Page, Le Gratte-mots
- 1994 - Danielle Dussault, L'Alcool froid
- 1995 - Louise Simard, Laure Conan, la romancière aux rubans
- 1996 - Marthe Boisvert, Jérémie La Lune (Roman de cape de plume)
- 1997 - Carole Massé, La mémoire dérobée
- 1998 - Patrick Nicol, Paul Martin est un homme mort
- 1999 - Ying Chen, Immobile
- 2000 - Hélène Guy, Amours au noir
- 2001 - Paule Noyart, Compote et gruau
- 2002 - Claire Mallet, Un squelette mal dans sa peau
- 2003 - Danielle Dussault, L'imaginaire de l'eau: récit
- 2004 - Lise Blouin, L'or des fous
- 2005 - Christiane Lahaie, Chants pour une lune qui dort
- 2006 - Hugues Corriveau, Paroles pour un voyageur
- 2007 - Michèle Plomer, Le jardin sablier
- 2008 - André Jacques, La tendresse du serpent
- 2009 - Andrée Ferretti, Bénédicte sous enquête
- 2010 - Patrick Nicol, Nous ne vieillirons pas
- 2011 - Paule Noyart, La nuit d'Ostende
- 2012 - Jacques Allard, Rose de La Tuque
- 2013 - Claire Vigneau, Le fou d’la Pointe
- 2014 - Étienne Beaulieu, Trop de lumière pour Samuel Gaska
- 2015 - Sarah Rocheville, Go West, Gloria
- 2021 - Raphaëlle B. Adam, Servitude
- 2023 - Clémence Dumas-Côté, Glu

## Prix Alphonse-Desjardins
Le prix Alphonse-Desjardins un prix littéraire québécois créé en 1991 et décerné par l'Association des auteures et auteurs de l'Estrie (anciennement Association des auteures et auteurs des Cantons de l’Est). Il a été créé pour encourager les auteurs dont les œuvres relèvent du domaine de la non-fiction.

### Lauréats
- 1992 - Joseph Bonenfant, Passions du poétique
- 1993 - Andrée Ferretti, Les Grands Textes indépendantistes
- 1994 - Collectif dirigé par Jacques Michon, L’Édition littéraire en quête d’autonomie; et Donald Thompson, Témoignages de détenus
- 1995 - Micheline Dumont, Les religieuses sont-elles féministes ?
- 1996 - Hélène Cajolet-Laganière et Pierre Martel, La Qualité de la langue au Québec et le français québécois
- 1997 - Jean-Herman Guay
- 1998 - Jean-François Nadeau
- 1999 - Anny Schneider
- 2000 - Jacques Michon
- 2001 - Pierre Hébert - Jean-Pierre Kesteman (ex aequo)
- 2002 - Jacques Beaudry
- 2003 - Armande Saint-Jean
- 2004 - Bernard Genest
- 2005 - Pierre Hébert
- 2006 - André Dion, L’Âme des oiseaux
- 2008 - Claude Boucher, Une brève histoire des idées de Galilée à Einstein
- 2013 - Maude Bonenfant, Anthony Glinoer et Martine-Emmanuelle Lapointe, Le printemps québécois. Une anthologie[2]
- 2014 - Yvette Francoli, Le naufragé du vaisseau d'or. Les vies secrètes de Louis Dantin
- 2015- non remis
- 2016 - non remis
- 2017 - Alex Gagnon, Nouvelles obscurités. Lectures du contemporain
- 2018 -
- 2019 -
- 2020 -
- 2021 - Pierre Hébert, Vie(s) d'Eugène Seers/Louis Dantin. Une biochronique littéraire[3]
- 2022 -
- 2023 - Josée Vincent et Marie-Pier Luneau, Dictionnaire historique des gens du livre au Québec

## Prix Suzanne-Pouliot et Antoine-Sirois
Le Prix Suzanne-Pouliot et Antoine-Sirois  est un prix littéraire québécois biennale.
Il fut créé en 2013 par l’Association des auteures et auteurs de l’Estrie, grâce au soutien de deux professeurs retraités de l'Université de Sherbrooke, Suzanne Pouliot et d'Antoine Sirois. Le prix récompense les écrivains de romans, de nouvelles, de contes, de théâtre, d'essais, de poésie et de bandes dessinées s'adressant à un public de 6 à 16 ans. Attribué pour la première fois en 2015, il est décerné aux années impaires et est accompagné d'une bourse de 2000$. Pour que leur candidature soit considérée, les auteurs doivent être membre de l’Association des auteures et auteurs de l’Estrie et demeurer dans la région estrienne.

### Lauréats
- 2015 - Élisabeth Tremblay[6], Tu vivras pour moi (paru aux Éditions de Mortagne, 2013)
- 2017 - Annie Lagrandeur[7], La charmeuse de vent (paru aux éditions Chauve-Souris, 2016)
- 2019 - Amélie Bibeau[8], Derrière le masque (paru aux éditions Vents d'Ouest, 2018)
- 2021 - Véronique Grenier[9], Colle-moi (paru aux éditions La courte échelle, 2020
- 2023 - Mathieu Muir[10], Les héritiers de l'Expansion (paru aux Éditions David, 2021)

## Prix estrien de littérature grand public
Le prix estrien de littérature grand public est un prix littéraire québécois biennale.
Le prix a été créé en 2016 par l’Association des auteures et auteurs de l’Estrie. Il récompense une œuvre de création littéraire s’adressant aux adultes et à un large public, ayant pour particularité d’être parmi les genres littéraires suivants : roman historique, policier, fantastique, de science-fiction, de fantasy, du merveilleux, d’aventure, d’amour, érotique et chick lit.

### Lauréats
2017 - Éric Gauthier, La grande mort de mononc' Morbide
2019 - Mylène Gilbert-Dumas, Le livre de Judith : roman
2021 - Nathalie Lagassé, Tel était leur destin : tome 3 Contre vents et marées
2023 - Mylène Gilbert Dumas, La conjuration des agneaux, Sous le ciel de Tessila – 2